# Pierre François Laborey
Pierre François Marie Laborey est un homme politique français né le 6 octobre 1745 à Ormoy (Haute-Saône) et mort le 12 mars 1820 à Ormoy.

## Biographie
Homme de loi, juge puis président de l'administration d'un canton, il est député de la Haute-Saône en 1791 et 1792 dans l'Assemblée législative. Il devient conseiller d'arrondissement sous le Consulat.

## Sources
- « Pierre François Laborey », dans Adolphe Robert et Gaston Cougny, Dictionnaire des parlementaires français, Edgar Bourloton, 1889-1891 [détail de l’édition]